# Geografía física de Algeciras
La geografía física de Algeciras está marcada por la situación geográfica de Algeciras en el Estrecho de Gibraltar con un complejo relieve que condiciona los cursos de agua y la flora potencial de la zona. 

## Término municipal

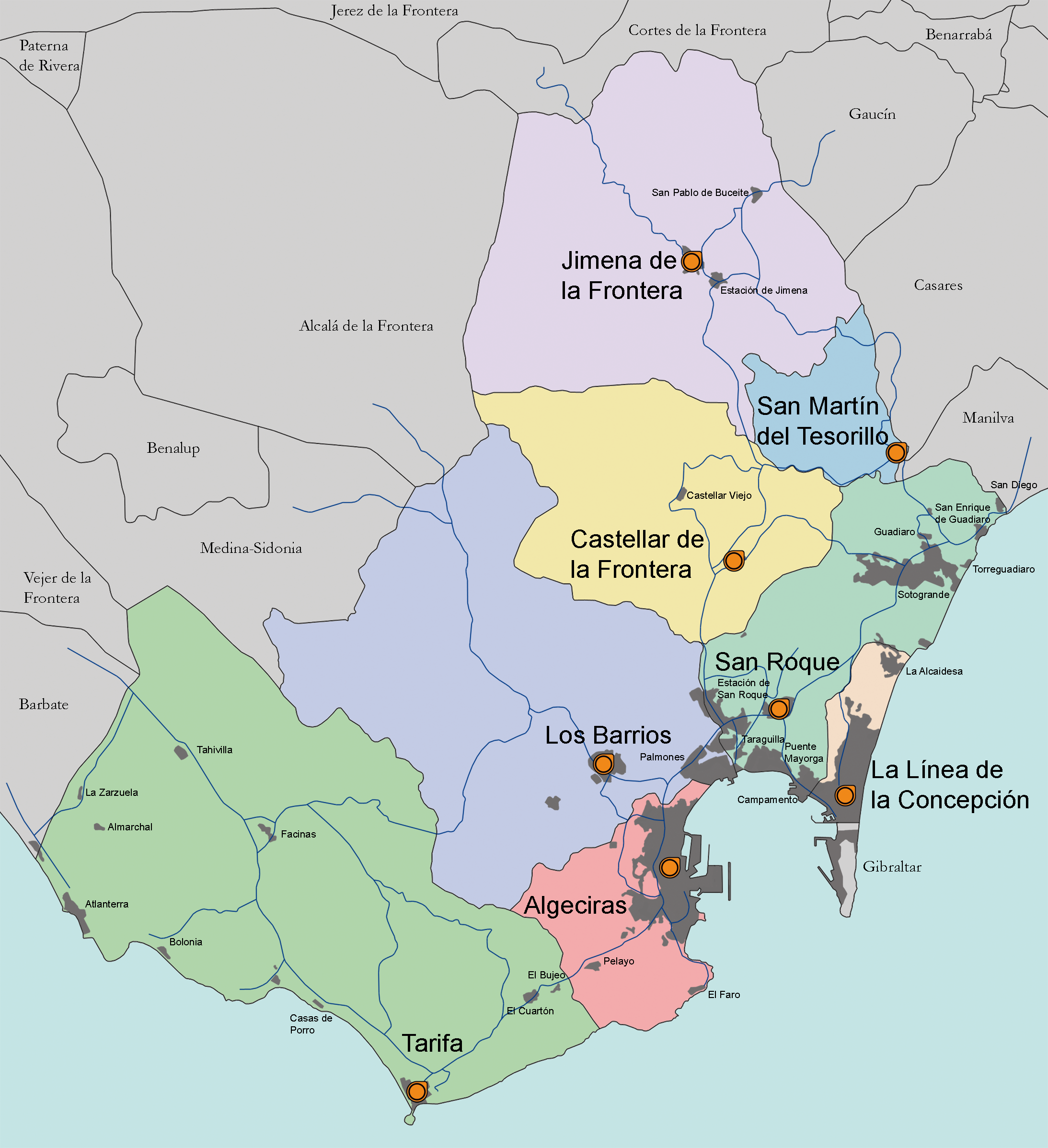
Situación del término municipal de Algeciras en la comarca del Campo de Gibraltar.

La ciudad de Algeciras se sitúa en el extremo sur de la península ibérica en la comarca andaluza del Campo de Gibraltar. Su término municipal limita con las localidades de Los Barrios y Tarifa y con las costas de la Bahía de Algeciras y del Estrecho de Gibraltar. En el año 2008 la ciudad contaba con 115.333 habitantes y una densidad de población de 1.294,0 hab/km² en un término municipal con una superficie de 85,1 km² a una altitud media de 20 m s. n. m. Los usos previstos para el suelo municipal se encuentran regulados por el Plan General de Ordenación Urbana (PGOU) que diferencia el suelo urbano o urbanizable del suelo no urbanizable y de espacios libres y protegidos marcando de ese modo el crecimiento urbano y la protección existente para las áreas naturales.
| Noroeste: Los Barrios       | Norte: Los Barrios         | Noreste: Bahía de Algeciras |
| Oeste: Tarifa y Los Barrios |                            | Este: Bahía de Algeciras    |
| Suroeste Tarifa             | Sur: Estrecho de Gibraltar | Sureste: Bahía de Algeciras |

## Geología

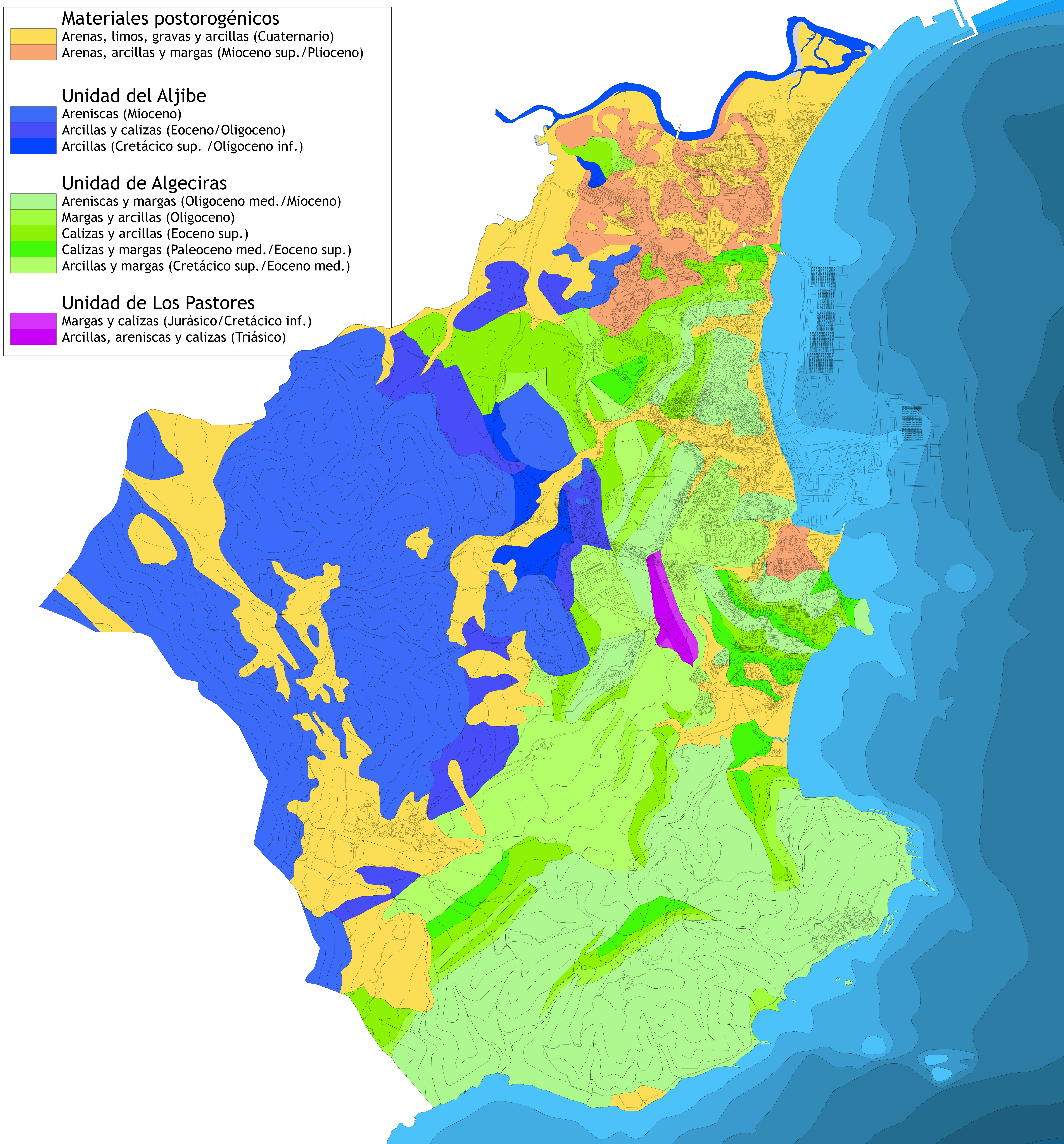
Mapa de las unidades geológicas del término municipal de Algeciras.

Como toda el área del Estrecho de Gibraltar el término municipal de Algeciras es tremendamente complejo en lo que a su geología se refiere. Los entornos de la ciudad se enmarcan dentro de las llamadas Unidades del Campo de Gibraltar pertenecientes a la Cordillera Prebética. Dentro de ellas aparecen afloramientos de las unidades de Algeciras-Los Nogales, Almarchal, Algibe, y Gibraltar-Los Pastores.
Las unidades de Algeciras-Los Nogales está compuesto característicamente por el Flysch margo-areniscoso-micáceo denominado Flysch de Algeciras. Está datada como correspondiente al Eoceno-Oligoceno y con materiales variados, principalmente arcillas, margo-calizas, calcarenitas y areniscas micáceas en alternancia y con extensiones variables. Las formaciones de Flysch de la zona de Punta Carnero forman en su encuentro con el mar multitud de pequeñas calas al disgregarse los materiales arcillosos, más blandos, y permaneciendo los más duros de caliza.
La unidad del Aljibe es similar en cuanto a su composición a la unidad de Algeciras, un estrato superior de areniscas miocénicas y secuencia inferior de margas y arcillas si bien en la Unidad de Algeciras destacan especialmente las formaciones de Flysch margo-areniscoso-micáceo con estratos superpuestos de materiales blandos y duros que dan lugar a típicas formaciones en zonas próximas a la costa. Según diversos estudios geológicos la unidad del Aljibe se formó por depósitos en cuencas aluviales de la zona central del mar Mediterráneo donde la extensión permitiría su formación y no en cuencas cercanas al Estrecho de Gibraltar como las otras series.
La unidad de Almarchal, muy poco representada, tiene una facies típica con margas esquistosas de color gris-amarillento similares a otros afloramientos del término municipal de Tarifa y a la unidad de Tánger, al otro lado del Estrecho de Gibraltar. Los materiales constituyentes de esta unidad presentan fósiles de bivalvos (especialmente del género Inoceramus) datados en el Senoniense.
La unidad Gibraltar-Los Pastores es la más antigua de las presentes datada en el triásico y presenta un único afloramiento en Los Pastores y la cantera de Los Guijos con un fuerte contenido en fósiles de gran interés. Los materiales formadores de esta serie estratigráfica van desde las perlitas polícromas cretácicas hasta arcillas yesilíferas que han servido durante décadas como material constructivo a partir del material suministrado por la Cantera de Los Guijos. El afloramiento ha sido cubierto en diversas zonas por los aportes aluviales del arroyo de El Saladillo ocultando de este modo dos fallas que rompen la unidad en tres bloques.
Aparte de estas series estratigráficas destacan en el municipio los materiales postorogénicos representados principalmente en las cuencas aluviales y de colmatación alrededor de los ríos de la Miel y Palmones. Estos materiales cuaternarios, de muy reciente sedimentación, conforman las llanuras de inundación de estos cauces.

## Orografía

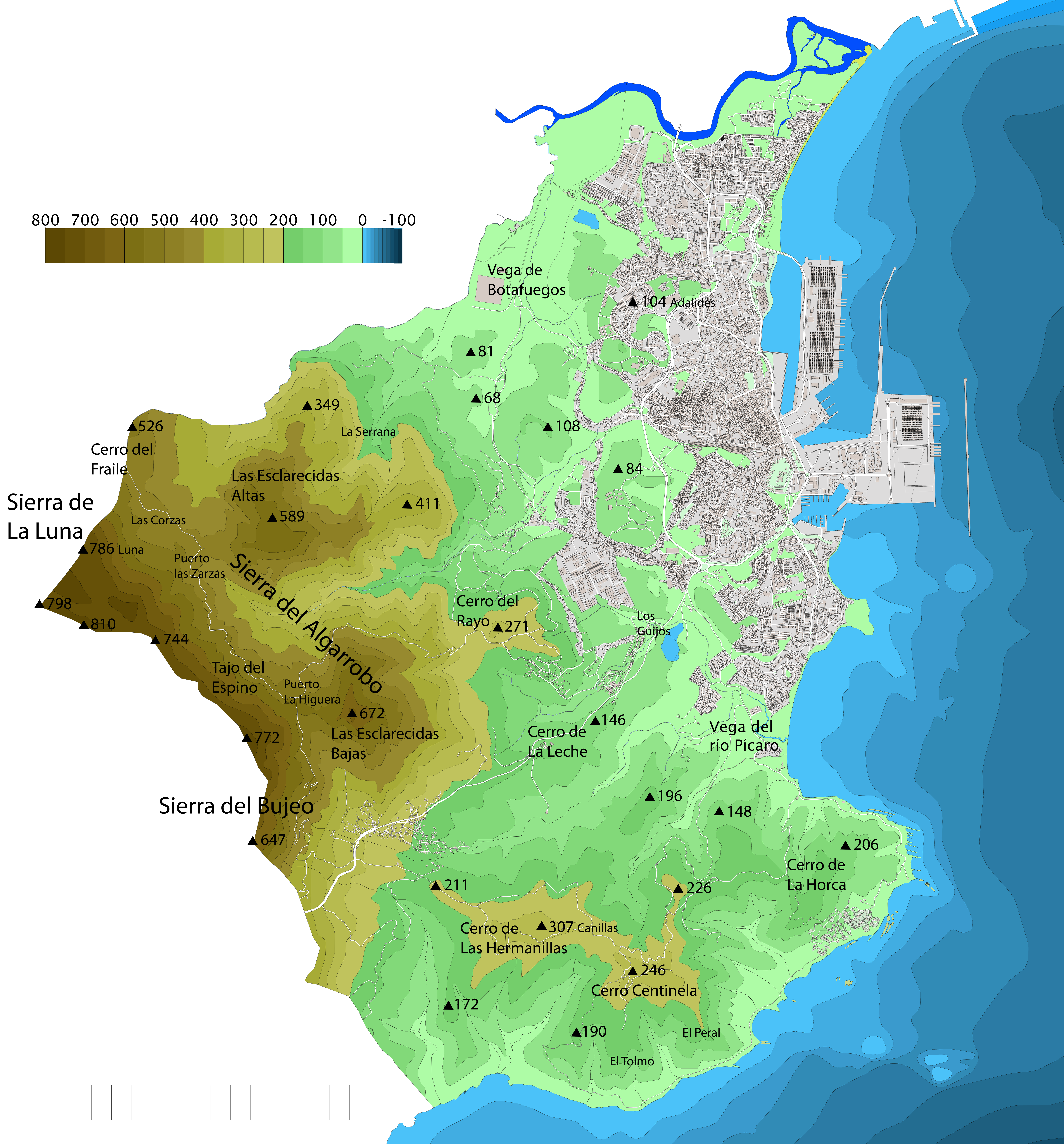
Plano de relieve.

En el término municipal de Algeciras se diferencian tres unidades de paisaje básicas correspondientes a tres configuraciones orográficas diferentes. De este modo diferenciamos claramente las sierras de Algeciras, la zona de colinas bajas y los llamados cerros del Estrecho.
La zona de colinas de baja elevación, de norte a sur desde El Rinconcillo hasta San García son el lugar donde prioritariamente se ha producido la ocupación humana. Desde los primeros poblamientos realizados en las colinas más próximas a la costa como la de la Villa Vieja o el Cerro de Matagorda donde se asienta la barriada de San Isidro hasta más recientes construcciones como ocurre en el Cerro de los Adalides o el cerro del Algarrobo. Estas colinas tienen una media de altura en torno a los 70 metros sobre el nivel del mar alcanzando las máximas cotas en Los Bejaranos con 109 metros sobre el nivel del mar, Los Adalides con 101 metros o Los Pastores con 96 metros.

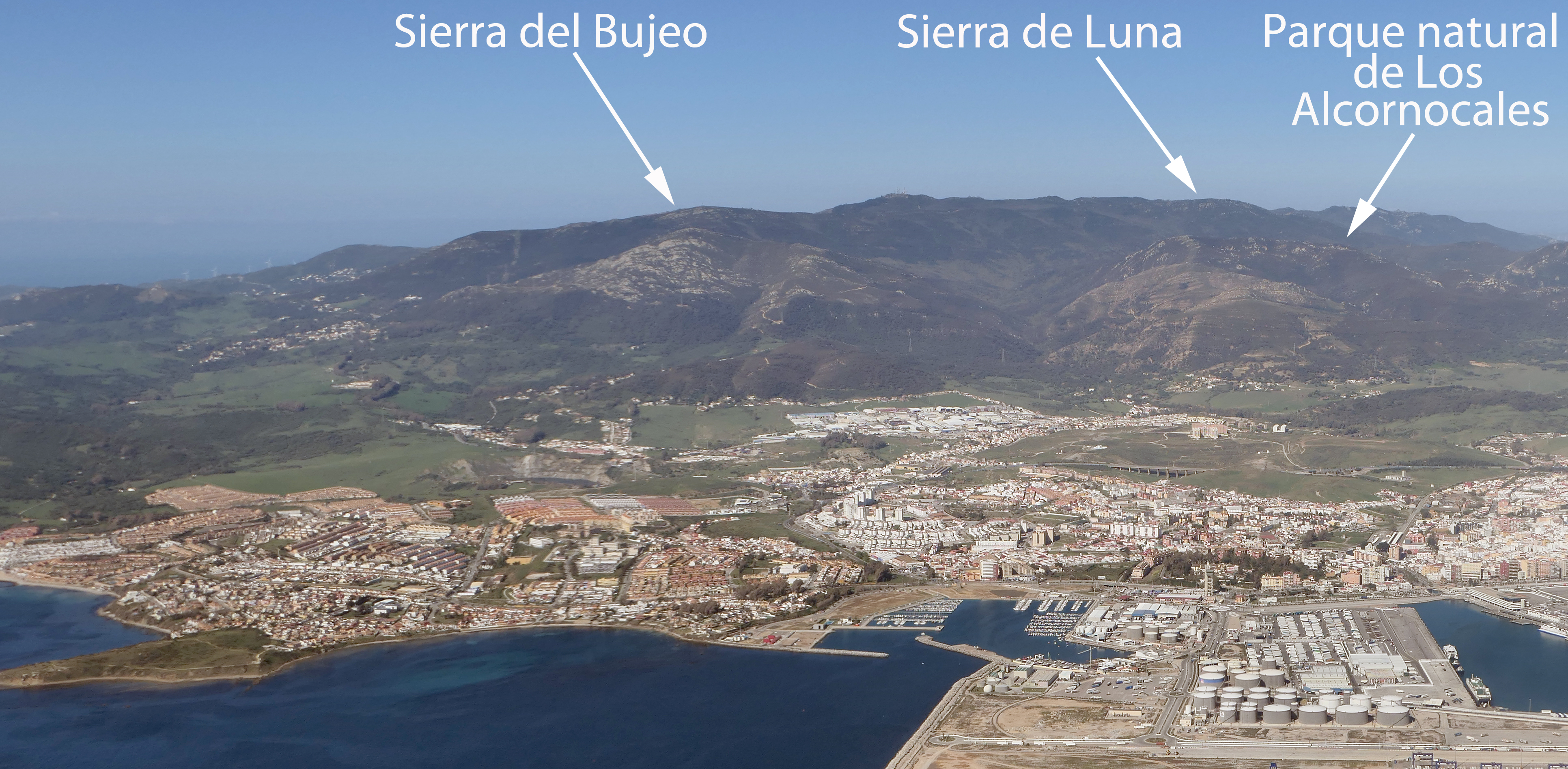

Al interior se encuentra la Sierra de Algeciras con una alineación Noreste–Sudeste donde aparecen varias formaciones orográficas delimitadas por los valles de los ríos y arroyos. Destacan en el conjunto de las sierras de la ciudad la de Las Esclarecidas con 610 metros de altitud, del Algarrobo con 668 y de la Luna con 735 metros sobre el nivel del mar con una exuberante vegetación caracterizada por bosques de alcornoque y bosques de ribera en los valles. Los ríos que delimitan estos valles son de norte a sur el arroyo de Botafuegos, el de Matapuercos, ambos afluentes del Palmones, el río de la Miel que separa las Esclarecidas altas de las bajas y el arroyo de El Guijo, afluente del río Pícaro que separa las Esclarecidas bajas de la Sierra de La Higuera.
En la zona cercana al Estrecho se encuentra el paisaje conocido como Cerros del Estrecho de escasa elevación pero cercanos al mar con una muy acusada pendiente que llega en ocasiones a superar el 30% formando abruptos acantilados. Destacan especialmente los cerros del Centinela con una altitud de 244 metros sobre el nivel del mar y de la Horca con 206 metros en los alrededores de punta Carnero. Más alejados de la costa pero enmarcados dentro de la misma unidad de paisaje se encuentran los cerros de La Leche con una elevación de 146 metros o Del Rayo con 266. En esta zona las colinas cercanas al mar se encuentran cruzadas por multitud de arroyos estacionales que son los que dan forma a las elevaciones.

## Hidrología

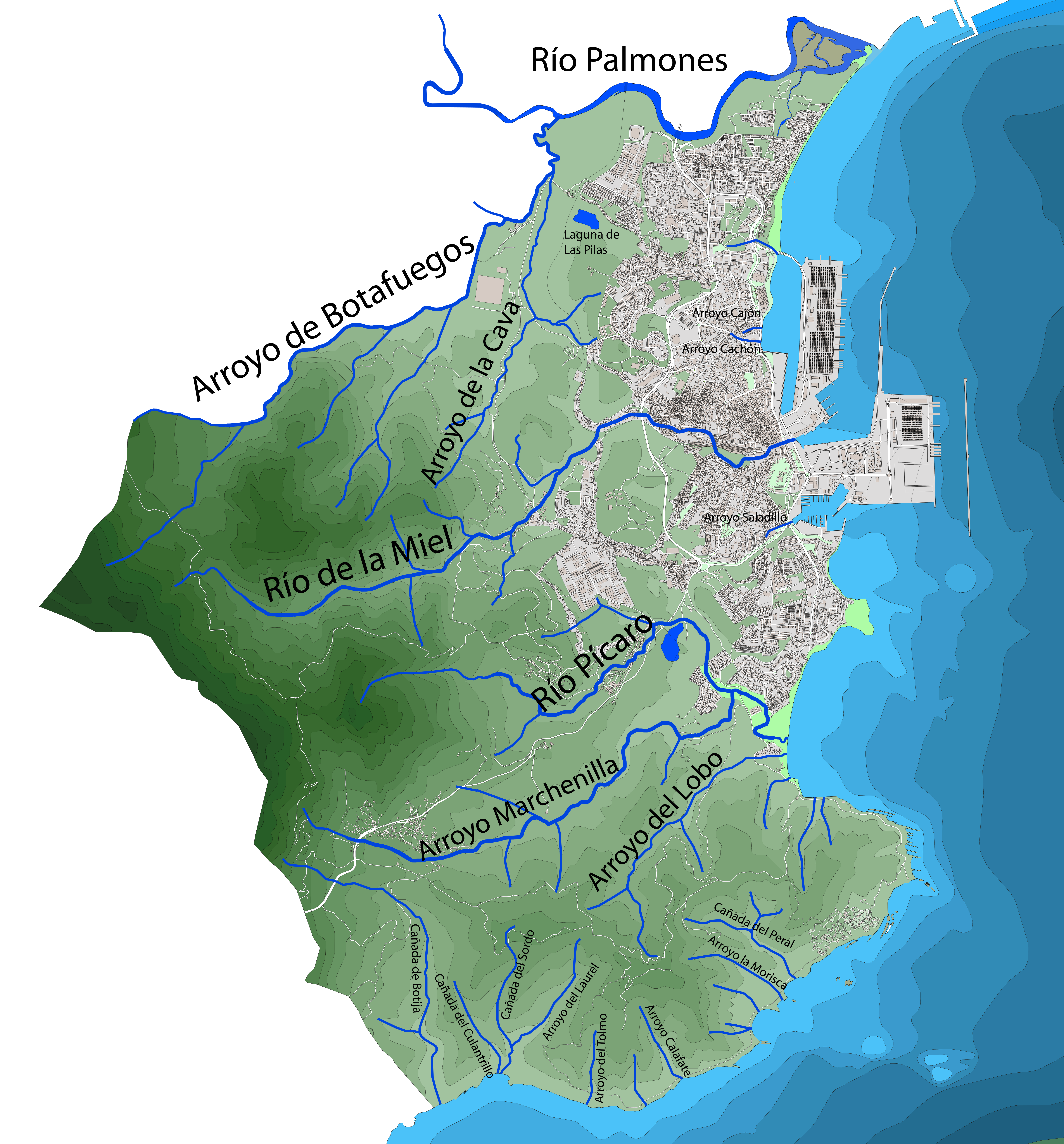
Plano hidrológico.

El término municipal de Algeciras se encuentra cruzado por los ríos de la Miel, Palmones y Pícaro y por numerosos arroyos de corto recorrido y acusado estiaje.
- El río de la Miel tiene una longitud total de 7 km y nace en la garganta de El Tesorillo. Posee tres afluentes Tesorillo, Solanilla y La Presilla que no llegan a secarse en verano.[16] Su curso alto discurre por bosques galería pertenecientes al Parque natural de Los Alcornocales. En su tramo medio el río de la Miel penetra en suelo urbano y es encauzado y ocultado para desembocar frente a los muelles del puerto. Este río es considerado la piedra angular del desarrollo urbanístico de la ciudad a lo largo de los siglos al haber mantenido hasta bien entrado el siglo diecinueve toda la actividad agrícola y portuaria de Algeciras.
- El río Palmones o de las Cañas de 37 km de longitud delimita el término municipal por el norte y dos de sus afluentes, el Botafuegos y La Cava, discurren por su interior.[16] El arroyo de Botafuegos nace en la sierra de las Esclarecidas formando un valle de extraordinaria riqueza florística con bosques galería tipo canuto denominado Garganta del Capitán.[17] El tramo medio del río está dominado por zonas inundables fuertemente antropizadas desde hace una década; el curso bajo por el contrario se ha mantenido en gran medida inalterado al estar protegido bajo el nombre de Paraje natural de las marismas del Río Palmones.[18] En su desembocadura el río Palmones forma una extensa flecha dunar que conforma la actual playa de El Rinconcillo.[19]
- El río Pícaro tiene una longitud de 7,7 kilómetros, nace en la zona denominada Alto del Guijo y confluye cerca de su desembocadura con el arroyo Marchenilla formando meandros hasta verter sus aguas en la ensenada de Getares.[16]

- En la zona del estrecho debido a la fuerte pendiente los cauces son cortos y muy estacionarios presentándose en invierno con fuerza y apareciendo durante el verano prácticamente secos. De este a oeste aparecen los arroyos de La Morisca y Cañada del Peral que vierten en Cala Secreta, el arroyo de Calafate en la cala del mismo nombre, el arroyo de El Tolmo, de El Laurel, la Cañada del Sordo y del Culantrillo que vierten a la ensenada de El Tolmo y las cañadas de Botija y Del Pilar que desembocan en Cala Cascaida.[13]

## Costa

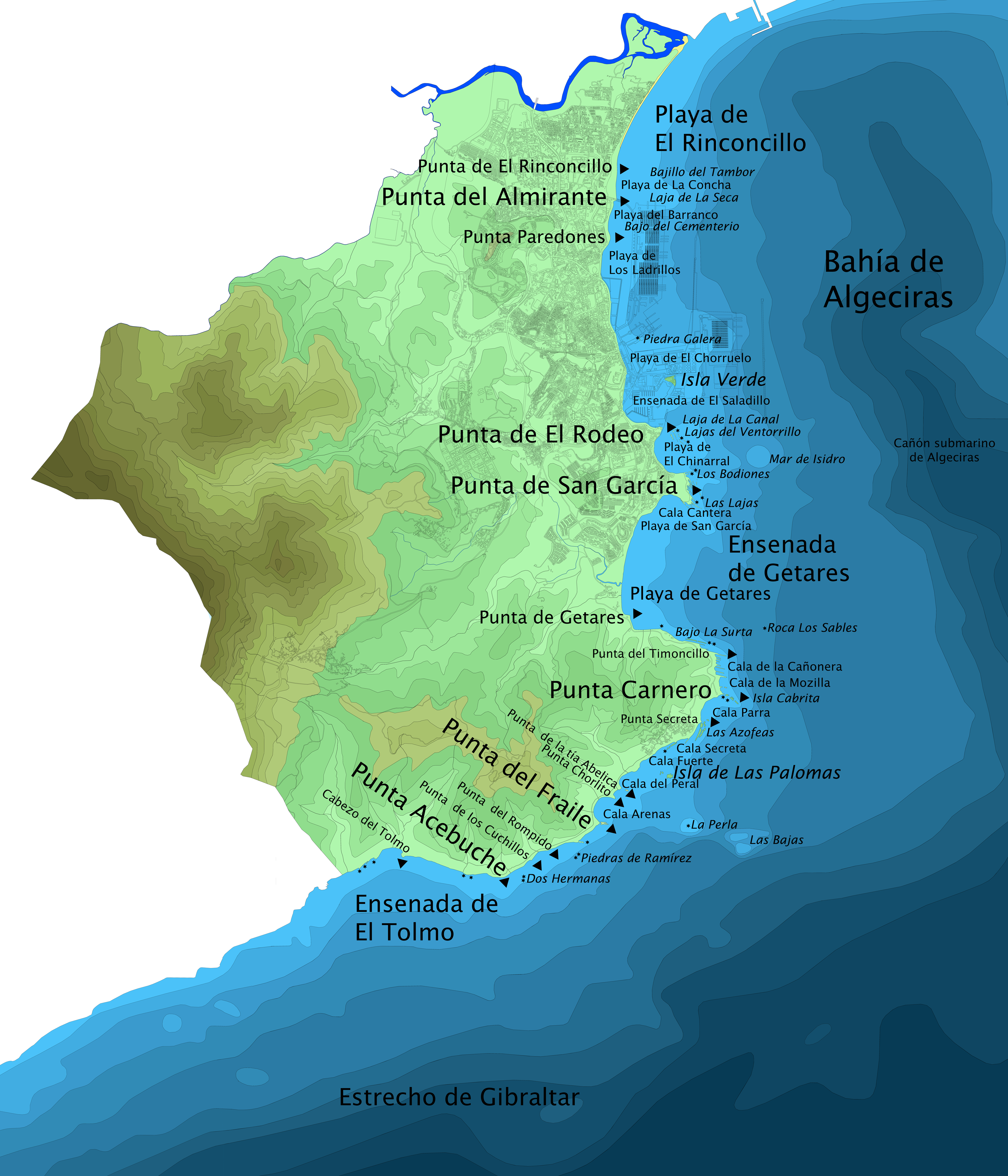
Principales accidentes geográficos de la costa de Algeciras.

En el frente litoral de Algeciras pueden diferenciarse dos zonas. El área del Estrecho, desde los límites con el término municipal de Tarifa hasta la playa de Getares, posee zonas alternas de acantilados sin urbanizar y calas de pequeño tamaño donde destacan los accidentes geográficos de Punta Carnero, Punta del Fraile o Punta Acebuche. El resto del área, desde la playa de Getares hasta el río Palmones, posee zonas de costa baja y playas urbanizadas como las playas de El Rinconcillo, Getares o las ya desaparecidas playas de los Ladrillos o del Chinarral, salvo en zonas puntuales como Punta de San García, La Cornisa o el propio frente de las Villas Vieja y Nueva donde el terreno asciende abruptamente. El litoral del término municipal tiene unos 7,030 kilómetros de playas, 5,810 kilómetros de acantilados, principalmente en Punta Carnero, 6,540 kilómetros de costa baja sobre todo en la zona del Estrecho y 2,870 kilómetros pertenecientes al frente de la ciudad.

### Playas
La ciudad posee actualmente tres playas de uso recreativo, El Rinconcillo, El Chinarral y Getares, aunque en el pasado disfrutaba también de las playas de Los Ladrillos, del Barranco y de El Chorruelo, hoy absorbidas por el puerto.
- La Playa de El Rinconcillo se encuentra en el norte de la ciudad, se extiende desde el Puente de Acceso Norte del puerto hasta la desembocadura del Río Palmones con una longitud total de 2,8 kilómetros.[21] Anteriormente a las obras del Acceso Norte esta playa poseía una pequeña cala llamada playa de La Concha que fue incorporada a ella tras el desmonte de parte del acantilado que las separaba. La playa posee dos zonas claramente diferenciadas, la primera se encuentra rodeada de la barriada de El Rinconcillo y se caracteriza por las construcciones cerca de la costa, la segunda zona, la más cercana a la desembocadura del río está completamente rodeada por las marismas del río Palmones y por las dunas del antiguo cordón litoral. Posee mayor pendiente que la anterior y por tanto menos anchura.[19]

- La Playa de Getares se localiza en el sur de la ciudad y comprende el trecho de costa que va desde la Punta de San García hasta la zona denominada los altares donde comienzan los acantilados del Estrecho; suelen diferenciarse dos zonas en la playa, la zona de San García, al norte, con pequeños cantos rodados en vez de arena y arrecifes en el agua, con unos 500 metros de longitud y la zona de Getares propiamente dicha con arena más fina y unos 1000 metros.[21] Todo el norte de la playa se encuentra rodeado por urbanizaciones y posee un paseo marítimo con una amplia oferta de bares y restaurante. La playa es cruzada por el Río Pícaro que forma en las proximidades un bosque de galería que ha quedado rodeado de construcciones aunque aún es posible visitarlo en el parque fluvial construido a principios del siglo XXI.[22]

- La Playa de El Chinarral es una pequeña cala de 250 metros situada entre las puntas de San García y de El Rodeo, es una zona poco visitada debido a su pequeño tamaño y a su difícil acceso al estar totalmente rodeada por casas privadas que apenas dejan un pequeño paso.

- También existen varias calas de difícil acceso en el frente litoral del estrecho como las calas del Peral, Cala Arenas y Cala Secreta.[23]

## Entorno natural

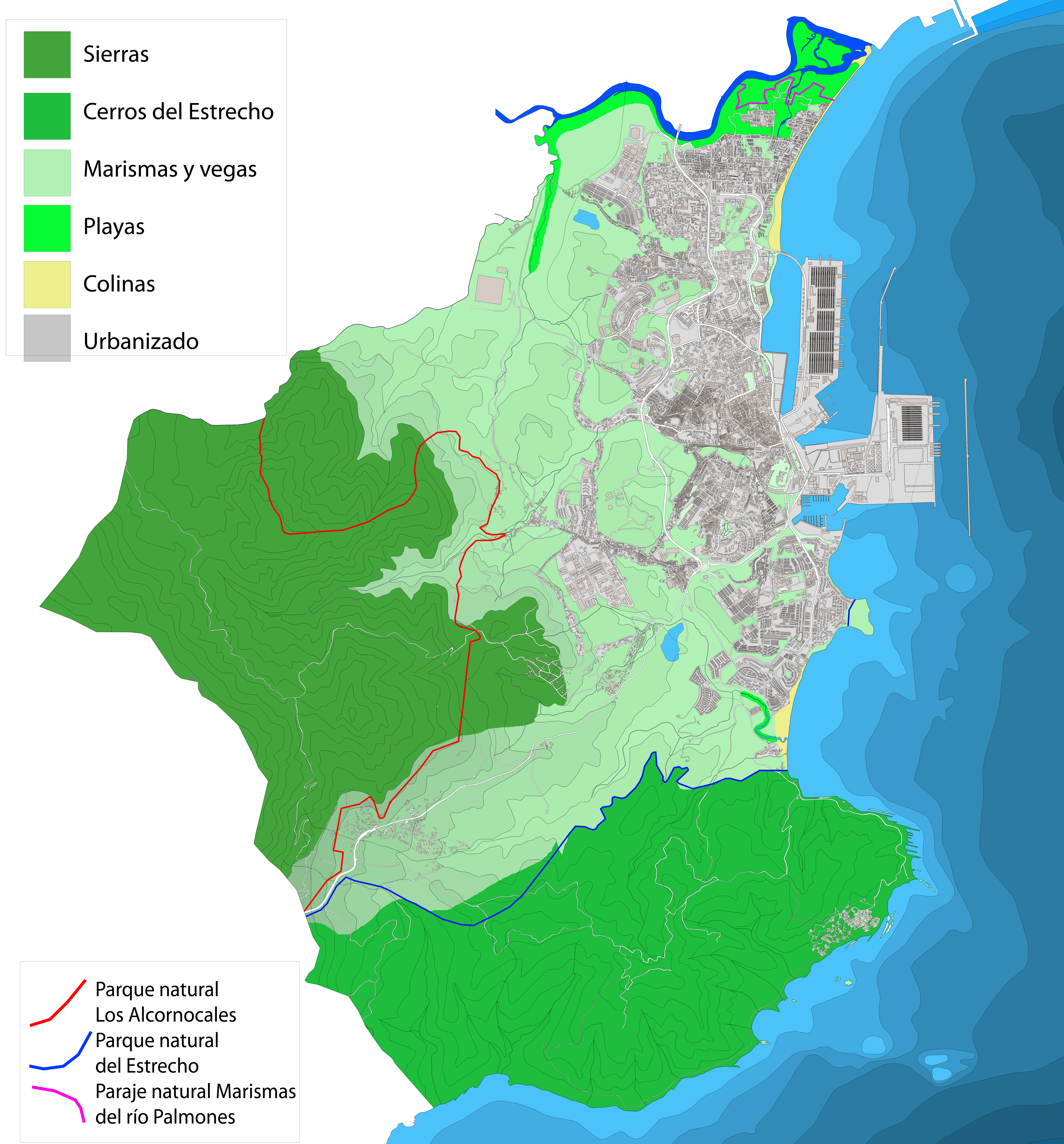
Plano de paisaje.

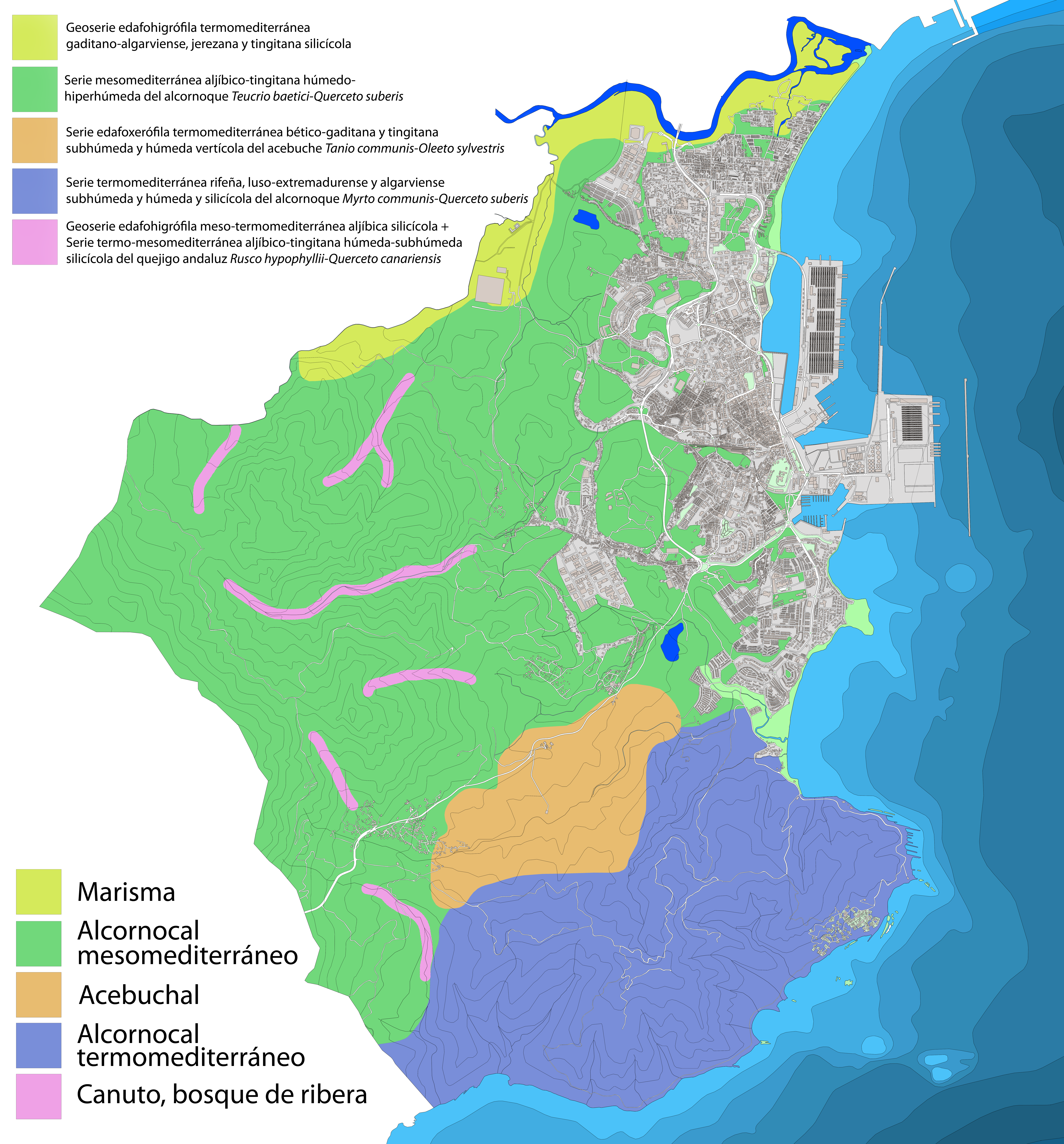
Series de vegetación presentes en el término.

Más del 80% del término municipal es superficie forestal y natural, gran parte bajo alguna figura de protección oficial. De ese modo un 21% del término, unas 1.872 hectáreas,  pertenece al parque natural de Los Alcornocales; un 27%, unas 2.316 hectáreas, al parque natural del Estrecho, y unas 58 hectáreas protegidas entre los términos de Algeciras y Los Barrios pertenecen al paraje natural de las marismas del Río Palmones.
Entre su flora encontramos biotopos muy singulares como los bosques de galería llamados localmente canutos o los bosques de niebla; estos valles conservaron durante las glaciaciones parte de la flora tropical europea de la era terciaria. Esta flora típica de la región macaronésica se encuentra hoy día en peligro de extinción debido a la pérdida de sus hábitats y a la antropización del medio. El bosque en el que se conserva es principalmente del tipo laurisilva y está compuesto por árboles y arbustos como el Ojaranzo (Rhododendron ponticum) o el Avellanillo (Frangula alnus), y por varios tipos de helechos como Psilotum nudum, Davalia canariensis o Cheilantes guanchica. En los valles también es posible encontrar plantas endémicas como el Quejigo andaluz (Quercus canariensis).
El bosque mediterráneo de alcornoques con matorral bajo xerófito ocupa las más amplias extensiones dentro de las áreas naturales del municipio. Entre las zonas que ocupa es posible advertir todas las diferentes etapas de regresión de esta serie de vegetación, desde el bosque cerrado de las zonas altas de la sierra hasta los pastizales de gramíneas cercanos a la ciudad.
Entre su fauna destaca el paso masivo de aves por el estrecho de Gibraltar durante la migraciones. En las sierras es posible observar varios tipos de mamíferos como corzos (Capreolus capreolus), jabalíes (Sus scrofa), ginetas (Genetta genetta) y meloncillos (Herpestes ichneumon) entre otros, y en su costa es usual la presencia de diversas especies de cetáceos como rorcuales (Balaenoptera physalus), delfines mulares (Tursiops truncatus), orcas (Orcinus orca) y cachalotes (Physeter macrocephalus).

## Aprovechamiento del medio
Hasta los años noventa la pesca era uno de los pilares de la economía de la ciudad sin embargo la crisis con los caladeros marroquíes de principios de los noventa limitó la flota local hasta el escaso centenar de barcos que posee en la actualidad.
En sus bosques se han realizado desde hace siglos tareas de "saca" de corcho, los corcheros y sus mulas cargadoras transportan el corcho extraído de los alcornoques desde el monte hasta las ciudades vecinas, en Algeciras se comerciaba con el corcho de la sierra de la Esclarecidas principalmente; otra labor tradicional ligada al entorno natural era la fabricación de carbón, al igual que los corcheros los carboneros extraían su materia prima, la madera muerta, de los bosques cercanos a la ciudad y los quemaban en hornos repartidos por la sierra hasta su transformación en carbón para uso doméstico.
La zona ha sido lugar habitual de caza de ballenas, hasta los años 50 del siglo veinte existió una empresa ballenera en la zona de Punta Carnero de la que aún se mantienen en pie las infraestructuras. Desde este lugar la empresa Ballenera del Estrecho operaba no solo en las zonas limítrofes sino también en el Golfo de Cádiz hasta la última campaña de 1954.